# Angisa

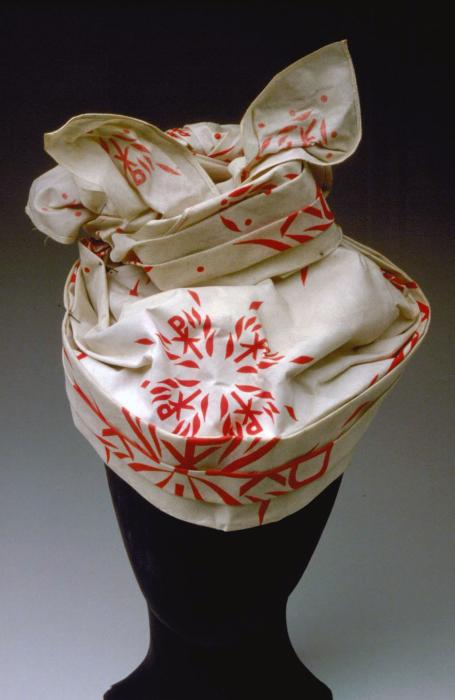
Katoenen angisa of anyisa hoofddoek

Een angisa of anyisa is een op een speciale manier gevouwen haarband of hoofddoek, die wordt gedragen in combinatie met de koto door de vrouwelijke Creolen in Suriname.
Angisa's vormen onderdeel van de dracht van een kotomisi. De koto is een in Suriname ontstane klederdracht die werd bedacht door slavenhouders en hun vrouwen om hun slavinnen 'zedig' te kleden. De dracht bestaat uit een koto (rok), jaki (jak) en angisa (hoofddoek). Vooral de angisa wordt plankhard gesteven met een gomma (stijfsel) van cassave en vervolgens volgens verschillende patronen gevouwen.

## Bijzondere functies
De angisa of anyisa is een unieke manier van hoofddracht, en kan de gemoedstoestand van de draagster beschrijven door de manier waarop de hoofddoek is gevouwen. De manier van binden speelt hierbij een belangrijke rol. Aan de dracht kon men verder aflezen tot welke godsdienst de slavenhouder behoorde. Hoewel vroeger dagelijkse kleding, veranderde de koto later in gelegenheidskleding. De koto en vooral de angisa spraken en spreken een geheime taal.